# Асперматизм
Асперматизм (от греч. а — отрицательная частица и sperma — семя) — состояние, при котором семяизвержения при половом акте не наступает. Образование семенной жидкости и сперматозоидов при асперматизме не нарушено.
При истинном асперматизме (анэякуляторный синдром) отсутствует не только эякуляция, но и оргазм.
Асперматизм является причиной мужского бесплодия. Ложный асперматизм может возникать в результате воспалительно-рубцовых изменений семявыбрасывающих путей, мочеиспускательного канала, предстательной железы и аномалий их развития, а также после хирургических вмешательств на предстательной железе и шейке мочевого пузыря (ретроградная эякуляция).
Причинами асперматизма могут быть невротические нарушения (травмы, опухоли, заболевания спинного и головного мозга, нарушения иннервации половых органов мужчины), тормозящие процесс семяизвержения психические расстройства, неврозы, механические нарушения, возникающие вследствие воспалительных заболеваний мочеполовой системы и оперативных вмешательств, приводящих к рубцовым изменениям и закупорке семявыносящих путей. В соответствии с этим бывают и различные временные и постоянные формы асперматизма: кортикальный, спинальный, нейрорецепторный. Асперматизм может быть обусловлен врождёнными нарушениями в мочеиспускательном канале, воспалительным процессом, травмой мочеиспускательного канала, нервным заболеванием или психическим расстройством. Лечение направлено на устранение причины, вызвавшей асперматизм.